# Art des Indiens d'Amérique du Nord
 (juin 2024).
- Si vous ne connaissez pas le sujet, laissez ce bandeau (vous pouvez alors contacter les auteurs).
- Si vous supprimez le contenu mis en cause (vous pouvez préalablement contacter les auteurs),

argumentez précisément cette suppression dans la page de discussion
(un manque de référence n'est pas un argument ; une recherche réelle de référence doit avoir été effectuée, être formellement documentée).
 (juin 2024).
Si vous disposez d'ouvrages ou d'articles de référence ou si vous connaissez des sites web de qualité traitant du thème abordé ici, merci de compléter l'article en donnant les références utiles à sa vérifiabilité et en les liant à la section « Notes et références ».
S'il n'existe aucun mot chez les peuples Nord-Amérindiens pour traduire le terme art,[Information douteuse]cela ne signifie pas pour autant que l'expression artistique soit absente. 
Au contraire, cette dernière forme un duo indissociable avec leur vie quotidienne. Il n'existe pas une seule culture amérindienne mais bien plusieurs cultures. Si les peuples indigènes d'Amérique du Nord présentent une homogénéité sur le plan ethnique, chaque tribu détient une identité singulière et possède des traditions et des modes de vie propres. Cette diversité s'explique par la présence des indiens sur des territoires très différents. Si ces tribus possèdent des caractéristiques artistiques communes, elles se différencient aussi par leur diversité esthétique.

## Localisation
Plusieurs zones géographiques peuvent être distinguées avec des expressions artistiques particulières :
- les tribus de l'Arctique (zone de glaciers) et du subarctique (espaces forestiers);
- les tribus des grandes plaines (zone de prairies);
- les tribus du sud-ouest (zone désertique ou semi-désertique);
- les tribus des forêts de l'est  (les plateaux et hauts-plateaux, zones montagneuses avec les Montagnes Rocheuses);
- les tribus de la côte Ouest, divisée entre Californie et de la côte Nord-Ouest en bordure de l'Océan Pacifique.

Les emprunts des tribus entre elles et aux Blancs ont été importants. Les artistes des tribus étaient souvent capturés par des peuples du Nord-Ouest, influençant ainsi leur style. Souvent, les femmes devaient se marier avec des hommes appartenant à d'autres tribus que les leurs contribuant ainsi à faire partager leurs traditions. Les tribus indiennes avaient l'habitude aussi de s'échanger leurs objets d'art.

## Art en fonction de la localisation géographique des tribus

### Tribus de l'Arctique et du Subarctique
Les aléoutes et les eskimos vivaient en petits groupes en chassant les mammifères marins et les caribous. Les eskimos sont de tous les indigènes américains ceux qui ont subi le plus des influences étrangères : les asiatiques par leur proximité en vivant des deux côtés du détroit de Béring, les colons nordiques installés au Groenland du XIe au XVe siècle, les colons danois au début du XIIIe siècle, les Russes qui remontaient la chaîne des Aléoutiennes pour atteindre l'Alaska. 
Si les Eskimos ont été les premiers indigènes à rencontrer les européens, ils furent les derniers à être envahis par la culture européenne. L'abandon de leur vie traditionnelle se situe après la Seconde Guerre mondiale tandis que les peuples du subarctique, situé juste au sud, avaient renoncé aux leurs deux siècles avant : ils renoncèrent à leur vie semi-sédentaire en chassant les animaux à fourrure et en échangeant leurs peaux avec des objets manufacturés européens. 
Les eskimos et les aléoutes sont réputés pour leur sculpture : tout objet utilitaire devenait une œuvre d'art (un burin ou un racloir à peau transformé en une petite statuette représentant un animal ou un visage humain) n'hésitant pas à travailler l'os, l'ivoire et le bois. Les objets non fonctionnels étaient aussi sculptés en représentant des hommes ou des animaux. Leur style évolua peu jusqu'au XIXe siècle. En fréquentant les européens, de nouvelles figures firent leur apparition. Les eskimos préféraient représenter des animaux : ils pensaient que leur survie était déterminée par la générosité des animaux qui faisaient don de leur vie aux êtres humains. 
Les eskimos dessinaient souvent des pictogrammes sur les os et les défenses des morses. Ils se sont servis d'outils en acier : bien avant l'arrivée des européens, ils avaient pu prendre connaissance du procédé de fabrication en provenance de Chine puis en passant par la Sibérie : des gravures créées avec des pointes d'acier, avec des lignes colorées issues d'un mélange d'huile et d'herbe brûlée ont été datées du Ier siècle. Les eskimos d'Alaska utilisaient aussi cette méthode pour le décor de leurs armures en os qu'ils portaient pour se battre contre les cousins sibériens. Souvent des scènes de chasse et de guerre étaient dessinés avec des personnages figurés par des bâtonnets. 
À la fin du XVIIIe siècle, la découverte du tabac dans le Grand Nord, a permis l'utilisation d'un nouveau support de gravure : les pipes en ivoire. Les eskimos ne connurent le tabac après que cette plante ait inondé le monde. Les marchands russes et sibériens ont introduit le tabac en Alaska. Y étaient dessinés des scènes de chasse, en mer ou sur terre, des rites chamaniques ou des mythes. 
Les masques étaient utilisés lors de cérémonies religieuses ou de danses. Le chamane contrôlait la fabrication des masques. Ils symbolisaient l'esprit tutélaire d'un eskimo. Certains masques sont plus complexes avec des gravures représentant des séries d'animaux ou des événements naturels. D'autres pouvaient être munis d'une corde permettant de découvrir une partie du visage humain sous le masque animal par le biais d'un volet mobile. Des amulettes en ivoire, bois, métal ou peau  étaient aussi dessinées pour représenter des animaux (caribous, loutres marines, morses, oiseaux, baleines, poissons), des esprits ancestraux et des êtres surnaturels. Masques et amulettes étaient indispensables à la cérémonie inaugurant la chasse : l'esprit des animaux était célébré prêts à sacrifier leur vie pour les humains.
Les femmes aléoutiennes décoraient richement et précisément les paniers. Les vêtements (parkas, bottes en fourrure et en peau) étaient créés en les ornant de motifs aussi artistiques que ceux situés sur les outils en ivoire. 
La stéatite était une matière utilisée pour la sculpture. Au début, la stéatite servait à la création de lampes. À partir de la fin du XIXe siècle, ils créèrent des petites statues humaines et animales vendues ensuite aux européens. Cette démarche artistique originellement issue de la baie d'Hudson se diffusa jusqu'en Alaska. 
Les Ojibwas utilisaient la peau de la loutre et du rat musqué, animaux sacrés selon eux, pour fabriquer des sacs-médecine. Le tabac était conservé à l'intérieur du sac délicatement ornés avec des motifs identiques avec une signification religieuse et était utilisé pour certains rites.
Dans les tribus situées dans les régions subarctiques de l'Alaska et du Canada, sacs, ceintures, chemises, robes et mocassins étaient ornés de piquants de porc-épic peints de différentes couleurs. Les Crees et les Tchipewyans (Chippewayans) excellaient dans l'exécution de motifs ingénieux. Certaines tribus pouvaient aussi utiliser des poils d'élan. 
Les Crees et les Naskapis peignaient aussi les peaux avec du jaune, du rouge, du bleu-vert, ou du noir pour dessiner des motifs géométriques sur les couvertures, les coiffures, les sacs, les jambières, les tuniques, les mocassins et les masques. 
Les Ojibwas étaient réputés pour la sculpture sur bois en fabriquant des poupées et des petits objets. Récemment, ils ont adopté la tradition des mâts totémiques de la côte nord-ouest qu'ils sculptaient en s'inspirant de leur propre mythologie. 

### Tribus des Grandes Plaines
Le cinéma hollywoodien a largement contribué à la célébrité des Indiens des Plaines. Ces tribus nomades parcouraient les Grandes Plaines et chassaient le bison. Par conséquent, les objets d'art devaient facilement se transporter : pipes sculptées et décorées, petits fétiches ornés de perles et peintures sur cuir souple facilement transportable en les enroulant.
L'expression artistique s'exprimait différemment selon le genre : les femmes réalisaient souvent des motifs géométriques complexes. Les Crows privilégiaient les grands triangles allongés, les rectangles et les losanges, peints en vert, jaune, bleu sombre et clair. Les Dakotas ou Sioux créaient des triangles plus fins, des croix et des rectangles blancs, bleus, jaunes et verts. Les femmes fabriquaient des broderies décorées de piquants de porc-épic colorés avec des teintures d'origine végétale. Elles ajoutaient souvent aux vêtements et aux couvertures des perles. Après avoir aplatis les piquants, elles les appliquaient sur les peaux de bison et elles les cousaient sur leur face interne avec des tendons ou des fils. Dans le nord, les Indiens utilisaient plutôt des petites perles en verre de Venise. Nommées « perles  poney », ces perles ont été connues dans la région des Grands lacs par des marchands français qui les troquaient contre des peaux. Les Indiens leur attribuaient beaucoup d'importance et ils n'hésitaient pas à les échanger avec une fourrure de castor. Des perles grains de Venise et de Tchécoslovaquie plus petites ont été importées. 
Les hommes créaient plutôt des dessins plus figuratifs. Ils peignaient sur leurs vêtements (tuniques, chemises), sur leurs habitats (tentes) et sur leurs armes de défense (boucliers) des scènes issues de leur vie quotidienne, de leur histoire et de leur mythologie. Si les humains étaient sommairement dessinés (souvent par de simples traits), les animaux (chevaux et bisons) étaient tracés avec soin. Cet art graphique était particulièrement somptueux dans la peinture descriptive sur peau de bison : les hommes peignaient leurs propres vêtements qui racontaient leurs exploits. Les vêtements et les couvertures étaient confectionnés à partir des peaux de bisonne ou de bisonneau car les peaux des mâles adultes étaient trop lourdes. Une fois la peau découpée aux dimensions souhaitées, les artistes étendaient sur le sol la peau et dessinaient les motifs avec un bâtonnet. Ensuite, la peinture était appliquée avec des pinceaux (extrémité d'une tige de saule ou de peuplier mâchée ou baguette avec des  poils d'antilope). Chaque couleur avait un pinceau unique. Quelquefois, la partie spongieuse du tibia de bison était utilisée : de fines lignes pouvaient être dessinées grâce à ses bords effilés et les couleurs pouvaient être étalées grâce aux côtés du tibia. Une demi-journée voire une semaine pouvait être consacrée à la création de ses vêtements en fonction de la complexité du motif représenté. Si les hommes n'ajoutaient rien à leurs dessins, les femmes, en revanche, couvraient les motifs géométriques de colle créée à partir d'une bouillie de raclures de l'intérieur de la peau. 
Des scènes ornant les tipis ou les boucliers provenaient de visions. Le but de ces  symboles  étaient de protéger. Ainsi, les boucliers de guerre décorés des motifs étaient supposés protéger plus par leurs dessins que par la peau de bison durcie. Lorsque les Indiens des Plaines ont porté les chemises de la Danse des Esprits, ils pensaient qu'elles leur serviraient de gilets protecteurs face à l'armée américaine. 
Leurs talents artistiques s'est aussi développé pendant leur captivité grâce au papier et au matériel de peinture distribués. Plusieurs d'entre eux connurent une renommée importante : Cohoe, « Lame man », est un Cheyenne emprisonné à Fort Marion en 1875, Howling Wolf, fils du chef Cheyenne du Sud Eagle Head détenu lui aussi à Fort Marion. Ce dernier commença à perdre la vue en 1877 et des soins furent payés par des commanditaires blancs à l'hôpital de Boston. Lorsqu'il quitta l'hôpital, il revint en Oklahoma où il s'attacha à revivifier la peinture traditionnelle des tribus des plaines en coopération avec d'anciens détenus de Fort Marion. 
À l'intérieur des réserves, les artistes indiens dessinaient leur ancien mode de vie, une pratique artistique issue d'une longue tradition des Indiens des plaines. Par exemple, High Hawk, chef de la tribu des Brûlés, créa un calendrier qui racontait l'histoire de son peuple de ses origines jusqu'aux temps modernes. Dans la réserve de Pine Ridge, un Oglala, alias Amos Bad Heart Bull (en), créa entre 1890 et 1913 (année de son décès), plus de quatre cents peintures. Vers 1917, une employée de l'Indian Service fonda un club de peinture pour des enfants Kiowas. Certains d'entre eux firent des études artistiques à l'université d'Oklahoma. Cinq d'entre eux (Monroe Tsatoke (en), Jack Hokeah (en), Stephen Mopope (en), James Auchiah (en) et Spencer Asah (en)) s'associèrent sous le haut patronage de Oscar B. Jacobson, un moderniste, pour fonder l'école d'Oklahoma de peinture indienne avec une thématique prédominante en lien avec la nostalgie d'un passé révoqué à jamais. 
Même si la première œuvre de l'art naturaliste  a pu être datée de 1797, cette expression artistique  s'est développée tardivement après la rencontre avec les artistes blancs. Karl Bodmer, Paul Kane et George Catlin ont découvert les Plaines du Nord dans les années 1830 en peignant des paysages et des habitants. En rencontrant les Indiens, ces artistes attisèrent leur curiosité artistique et leur souhait de mieux connaître l'art européen. Oglala Roscoe White Eagle ou Allen Sapp (en) issu de la tribu Cree créaient des œuvres réalistes en présentant une version idéalisée de la vie indienne traditionnelle. 
La palette des artistes des Plaines étaient multi-chrome : le rouge était obtenu en chauffant de l'ocre jaune, le noir venait du charbon de bois, le blanc et le bleu provenaient de l'argile, le vert était issu des plantes aquatiques. Les couleurs industrielles introduites par les européens supplantèrent rapidement ces couleurs artisanales avec notamment le vermillon, couleur la plus réclamée. 
Pour les tribus des Plaines, le tabac était utilisé lors de cérémonies ou de rites religieux. Les tuyaux, support du tabac, pouvaient être utilisés comme des bâtons de prières pendant les danses et les cérémonies. La catlinite, pierre rouge sang issue d'une carrière du sud-ouest du Minnesota, aujourd'hui Pipestone National Monument, était la matière utilisée pour les fourneaux des pipes. La couleur rouge de cette pierre symbolisait le sang solidifié de tous les indiens et des bisons morts. Cette carrière sacrée était initialement neutre et ouverte à tous. Mais, vers 1700, les Sioux exigèrent des tribus Otos et Iowas de la région le monopole du contrôle de la carrière et le paiement de la pierre. Ils prétendaient que le Grand Esprit s'y était rendu personnellement, avait sculpté une pipe en catlinite et dit aux Sioux qu'elle était leur propre chair. La sculpture, très peu représentée dans l'expression artistique des Indiens des Plaines pouvaient alors pleinement s'exprimer lors de la création de ses fourneaux de pipes. Le silex et les scies étaient utilisées pour sculpter des figurines humaines ou animales. Initialement, ces dernières faisaient toujours face au fumeur. Plus tard, elles furent tournées dans l'autre sens (peut être dans l'intention de fumer le calumet de la paix avec l'ennemi). Avec les européens et la connaissance de la technique de la fonte, les Indiens utilisèrent des métaux (plomb, étain) dans leurs fourneaux de pipes. Les tuyaux étaient fabriqués en creusant une baguette en bois avec une tige métallique chauffée. Il était aussi possible d'ouvrir le bois, le sculpter puis le refermer. Les pipes-labyrinthes ressemblaient à des treillages en trois dimensions : la fumée passait par un des tuyaux mais seul le détenteur connaissait son parcours pour aller du fourneau à l'embouchure. 
La danse de l'herbe est une danse pratiquée par les Pawnees puis les Omahas et les Sioux. Cette danse de purification fut réalisée avant une cérémonie par de jeunes hommes sur les hautes herbes, à la demande des Anciens. Les rêves ne faisaient pas l'objet d'un traitement purement artistique mais des dreamcatchers ou capteur de rêves utilisés à l’origine par les Odjibwe et les Sioux servaient à filtrer les mauvais rêves et laisser passer les beaux.

### Tribus du Sud-Ouest
Des liens existent entre ces tribus et les cultures plus développées d'Amérique centrale et notamment du Mexique. La langue hopi est assimilée à l'aztèque et l'une des poupées kachina des Hopis est semblable à Tlaloc, l'ancien dieu mexicain de la Terre et de la Pluie. Fabriquées pour les enfants, les kachinas étaient plus que de simples poupées car elles symbolisaient des esprits. Ces esprits pouvaient aussi être représentés par des personnages masqués et costumés lors de cérémonies et peints sur les murs des kivas (chambres sacrées, semi-souterraines d'où les Hopis croyaient que leurs ancêtres étaient sortis à l'aube des temps). 
Les hommes fabriquaient les kachinas à partir d'écorce de peuplier séchée en le coupant avec une scie à main. Ils sculptaient ensuite avec des couteaux, des râpes, des ciseaux et des hachettes. Des chevilles permettaient de fixer leurs bras et certains endroits de leurs costumes. Lorsque la sculpture  était terminée, les artistes les couvraient d'une fine couche d'argile puis ils les frottaient avec du sable pour ensuite les peindre. Progressivement, les pigments minéraux et végétaux cédèrent leur place à des aquarelles, des gouaches puis des peintures acryliques. En offrir aux enfants était une manière de les introduire au monde des esprits. 
Les femmes tressaient des paniers à partir des herbes et des fibres de yucca puis peints avec des teintures minérales et végétales. Selon les croyances des indigènes du Sud-Ouest, la vannerie était un art enseigné aux femmes par les dieux aux origines des temps. Ces paniers étaient destinés à transporter, stocker. Ils servaient aussi à la poterie pour mouler ou pouvaient faire l'objet d'un usage religieux. Chez les Apaches, experts dans la vannerie, les paniers et jouaient un rôle crucial dans les rites de puberté. Les Navajos avaient des plateaux de mariage sacrés. Les Hopis pensaient qu'aucun homme ne pouvait pénétrer dans le monde inférieur sans sa plaque de mariage.   
Les motifs représentés avaient une appellation précise : tortue, empreinte de coyote, cerf dans les bois. Souvent très stylisés, ils étaient souvent non-identifiables. Les svastikas étaient un motif dominant. Quelquefois, des humains, des animaux (chevaux, chameaux dont l'introduction dans le Sud-Ouest par l'armée américaine fut un échec) étaient dessinés, souvent dans la vannerie primitive des Anasazis. 
Les Navajos, émigrants tardifs venus du Nord, avaient une prédilection pour l'art du tissage. Si les Anasazis utilisaient le yucca ou le chanvre, les autres indigènes de la région préféraient la laine de mouton, de la fourrure de lapin, des plumes, des fibres végétales et du coton apparu dans le sud-ouest il y a environ 2000 ans. L'élevage des moutons par les Navajos débuta lors de leur introduction par les espagnols vers 1600. Les pueblos leur apprirent ensuite le tissage lorsqu'ils vinrent se réfugier dans leurs villages après leur insurrection ratée de 1680 contre les conquistadores. 
Les femmes Navajos se servaient des vêtements européens apparus dans le Sud-Ouest en utilisant le fil pour fabriquer des couvertures. On distingue une période classique dans leur art du tissage pendant la seconde moitié du XIXe siècle. Mais le début de la commercialisation à la fin du XIXe siècle de leurs couvertures auprès des européens entraîna une baisse d'exigence en matière de qualité. Les motifs traditionnels furent alors remplacés par des trains, des maisons et des drapeaux américains. 
La peinture de sable est le seul art véritable exercé par les Navajos : la peinture n'est pas réalisée avec du sable mais sur du sable aplani à l'aide du chasse d'un métier à tisser. L'artiste était toujours un homme-médecine et la peinture faisait partie intégrante du cérémonial de la guérison. Selon les Navajos, les maladies avaient une double cause spirituelle et physique. L'origine spirituelle était expliquée puis un homme-médecine connaissant les rites appropriés était désigné. Les cures de guérison impliquaient prières, rites, chants (quelquefois des centaines) et des peintures de sable. Il existait de quatre cents à cinq cents peintures différentes et chaque prescription de la cure devait être rigoureusement suivie pour un résultat assuré. Les cérémonies se déroulaient dans un hogan (habitation traditionnelle octogonale). Pour favoriser les dieux, des bâtons de prières, de la nourriture, du tabac et des turquoises étaient disposés devant l'entrée. Le malade recevait une aide spirituelle, se soignait avec des herbes médicinales et était purifié dans une loge de sudation. Au fil des nuits, les cérémonies s'allongeaient. 
La peinture de sable débutait le cinquième jour. L'homme-médecine mixait des pigments minéraux et de la cendre dans sa paume avec ses doigts. Les femmes étaient peintes en jaune et blanc et les hommes en bleu et noir. La thématique était la représentation des exploits et des pouvoirs surnaturels des dieux. La dimension de la peinture était variable : de trente centimètres à plus de cinq mètres en diagonale, couvrant alors presque la totalité du sol du hogan. Des personnages stylisés pouvaient comporter jusqu'à cinq ou six couleurs distinctes. La peinture devait être exécutée avant la nuit. Elle était ensuite effacée faisant disparaître avec elle la maladie du patient et le laissant en pleine santé. 
En 1919, Hostten Klah, homme-médecine célèbre, dit « Le Gaucher », souhaita que les peintures de sable soient tissées. Il remettait en cause deux principes essentiels : il rendait les images durables alors que leurs pouvoirs provenait justement de leur dimension temporaire, il mixait un art exclusivement masculin avec un autre seulement féminin. Klah réussit à imposer son idée en raison qu'il était un nadi c'est-à-dire un hermaphrodite qui disposait d'un  statut élevé dans la société Navajo. 
Aujourd'hui, les artistes Navajos réalisent leurs œuvres sur des supports durs et les vendent. Pour éviter tout sacrilège, ils ont modifié certains détails pour qu'elles ne puissent plus servir à des cures de guérison. Les Pueblos ont appris aux Navajos à travailler la turquoise que les anciens Hohokams extrayaient du sol et commercialisaient aux aztèques pendant la préhistoire. Des bijoux étaient ainsi incrustés de turquoises et de jais. 
Les mexicains apprirent la métallurgie aux Navajos. Ils s'améliorèrent lors de leur captivité à la suite de l'échec de leur révolte par les hommes de Kit Carson. Libérés, ils se consacrèrent essentiellement à l'orfèvrerie en fabriquant des objets en argent incrusté de turquoises. Cet art fut transmis ensuite aux Zuñis.
La poterie était aussi particulièrement présente chez les Zuñis. Uniquement fabriquée par les femmes, elle avait une symbolique religieuse. Pots et bols étaient considérés comme des êtres vivants. Les motifs débutaient par une ligne circulaire puis elle était brisée pour que l'esprit puisse s'en échapper. Une ligne fermée impliquait que la  vie de la potière serait finie. Elles fabriquaient des gourdes en forme de poitrine pour leurs maris avec le bec sur un mamelon puis le bec a été ramené au sommet de l'objet pour des questions d'ergonomie. Tous les indiens Pueblos ont une longue tradition liée à la poterie. Les Santa Clara ont utilisé les matériaux noirs tandis que les Acomas préféraient la finesse de la céramique.

### Tribus des forêts de l'est
Les tribus des peuples de l'est ont été les premières victimes culturelles de l'arrivée des européens. Les masques comme dans toutes les tribus indiennes tenaient une place prépondérante. Ils étaient fabriqués en bois par les hommes, et en paille de maïs pour les femmes. Elles portaient ces masques lors des cérémonies, pour des guérisons ou lorsque les hommes présentaient leurs faux visages. 
Les masques avaient une visée médicale car ils étaient censés guérir les malades et chasser la maladie des maisons. Malheureusement, leur vertu thérapeutique s'est avérée d'un faible recours lorsque les européens ont apporté aussi avec eux leurs maladies provoquant une véritable hémorragie dans les tribus indiennes. Le masque n'était pas destiné à se déguiser. Le choix de porter un masque n'est pas innocent : il traduit la volonté du porteur de s'identifier avec l'esprit incarné par le masque. Les masques étaient notamment très présents lors des cérémonies des « Faux visages ». Un homme devait imaginer un visage, le dessiner sur un arbre puis couper l'arbre et emporter avec lui la partie déjà sculptée et terminer l'œuvre du masque. Les masques étaient peints soit en rouge ou noir voire les deux couleurs. Les crins de queue de cheval étaient utilisés pour les cheveux. Si les masques avaient des bénéfices thérapeutiques, ils étaient aussi supposés repousser les tornades (masque du Grand Défenseur.
Les masques Gardiens de la Porte intervenaient durant les cérémonies des Faux Visages pour interdire les entrées et les sorties. Les masques des Visages ordinaires représentaient les esprits inférieurs (ainsi le Bon Chasseur avait créé la société des Faux Visages). Des masques de taille plus réduite était aussi utilisés comme amulettes. Les Iroquois et les Delawares fabriquaient principalement les masques sculptés.
Les masques épouvantails étaient destinés à se moquer des étrangers (indiens d'autres tribus, blancs ou esclaves noirs). Ces masques étaient souvent difformes et grotesques car les indiens pensaient que ces étrangers ne pouvaient pas se comporter comme des êtres humains.
Les indiens fabriquaient généralement la poterie à partir de serpentins d'argile car ils ne connaissaient pas l'usage de la roue avant l'arrivée des européens. Mais les indiens de l'est avait leur propre moyen de production : ils utilisaient une jarre renversée qui leur servait de moule et qu'ils remplissaient d'argile régulièrement. Ils multipliaient les couches progressivement en fonction du résultat souhaité. 

## Influences de la culture amérindienne

### Les romantiques
La découverte des œuvres d'art des indiens par les artistes européens du XIXe siècle en se rendant au musée indien de Catlin a créé une onde sismique artistique. Audace, ingéniosité, habileté technique se déployaient sous leurs yeux. Cet intérêt artistique fut rapidement largement dominé par le souhait d'une connaissance ethnologique. Les œuvres d'art ont été alors réservées aux musées seulement. De nombreux artistes romantiques  visitèrent le musée indien de Catlin :  Baudelaire, Champfleury, Théophile Gautier, Gérard de Nerval ou George Sand.
Delacroix avait notamment déjà témoigné de sa curiosité pour la culture amérindienne en peignant en 1835 une toile, Les Natchez, inspirée du roman éponyme de Chateaubriand. Le peintre admirait dans la culture des indiens une noblesse et une beauté qu'avaient perdues les occidentaux corrompus par une civilisation artificielle et décadente. Charles Baudelaire partageait la même idée lorsqu’il écrivait : « ces sauvages du Nord-Amérique, conduits par le peintre Catlin [...] nous faisaient rêver à l’art de Phidias et aux grandeurs homériques ». Autrement dit, Delacroix assimilait les indigènes américains au mythe du  « bon sauvage » qui dominait à l'approche de l’altérité amérindienne en France dans la première moitié du XIXe siècle. Cet imaginaire indien avait déclenché à l'époque une véritable passion en France. 
Progressivement, l'art indigène a été considéré comme un artisanat. À la fin du XVIIIe siècle et du XIXe siècle, il était nécessaire de justifier le vol de leurs terres, l'anéantissement de leur mode de vie et la suppression de leurs religions traditionnelles et leur droit de vivre uniquement  dans des réserves. Le point positif de la présence des blancs est d'avoir permis aux Indiens d'utiliser le papier, les crayons, les pinceaux et la peinture.

### Les artistes contemporains
Les années 1920 furent les années pendant lesquelles l'art amérindien atteint son apogée. Dès 1931, à New York, dans la Grand Central Art Galleries (en), l'Exposition des arts tribaux indiens attira de nombreux visiteurs. Dix ans plus tard, en 1941, se tint l'exposition de l'art indien des États-Unis. En 1971, le Whitney Museum of American Art présenta une exposition intitulée 200 ans d'art indien nord américain. Cette année marqua un tournant en actualisant l'art indien. Il existe aujourd'hui un art pan-indien. De nombreux américains ont perdu l'identité de leur tribu : aussi, la thématique indigène reste toujours présente mais sans se référer à une tribu particulière.

#### Photographie numérique
Orlan est une artiste contemporaine qui travaille sur les apparences. Elle s'est notamment inspirée de la culture amérindienne en utilisant la technique du morphing pour mélanger son corps avec des références issues de cette civilisation. Son œuvre liée aux self-hybridations montre la subjectivité des critères de beauté. Dans la série indienne-américaine no 17 réalisée en 1998, elle s'est appuyée sur le portrait de Two Whistles (« Deux coups de sifflet ») réalisé en 1908 par Edward Curtis. Elle porte sur la tête l’oiseau protecteur du chef Apsaroke. En prenant la place d'un homme, elle met à l'honneur l'hybridation des sexes. Cette œuvre est destinée aussi à revivifier la mémoire et la dignité d'un peuple dont la culture a été volontairement éteinte. Elle souhaite aussi montrer une autre beauté, mélange hybride de différentes références esthétiques (maquillage à l'occidental, peintures et vêtements indiens...) et souhaite valoriser l'hybridation des cultures par l'association des traditions esthétiques amérindiennes et occidentales (maquillage) et des générations.
A Tribe Called Red est un groupe de trois DJs d’origine Cayuga et Odjibwe. Créateurs du pow wow-step, ils mélangent des voix traditionnelles pow-wow, des percussions et la musique électronique.
Le cinéma hollywoodien a contribué à diffuser différents stéréotypes de l’Indien, figure centrale du western. Dans les années 1920, sur 1 600 westerns, plus de 150 proposent des personnages de Peaux-Rouges. De 1930 à 1950, le guerrier sauvage peinturluré, sanguinaire et souvent ivre est une figure récurrente au cinéma. Cecil B. DeMille en propose une version archétypale dans Une aventure de Buffalo Bill (1936). Même si John Ford avaient l'habitude de rencontrer les tribus indiennes et de diriger ses films depuis leurs territoires, il n'en dresse pas pour autant un portrait flatteur en les  filmant  comme des agresseurs sans vergogne dans La Chevauchée fantastique (1939). Son film Les Cheyennes (1964) est cependant un hommage rendu à ses tribus décimées. Au début des années 1970, la vision de la conquête de l’Ouest est  modifiée par le mouvement écologique et la guerre du Vietnam . Les relations amoureuses entre le blanc et la princesse indienne sera aussi une scène récurrente dans nombre de ces films pour envisager une impossible et romantique réconciliation entre les blancs conquérants et les victimes d’un ethnocide.